# Psila musiva
Psila musiva är en tvåvingeart som beskrevs av Shatalkin 1996. Psila musiva ingår i släktet Psila och familjen rotflugor. Inga underarter finns listade i Catalogue of Life.